# エレーヌ・ラピオヴェル
エレーヌ・ラピオヴェル（Hélène Lapiower、1957年9月11日 - 2002年9月12日）は、ベルギーの女優、映画監督、脚本家である。

## 人物・来歴
1957年（昭和32年）9月11日、ベルギーに生まれる。両親はポーランド系ユダヤ人で、第二次世界大戦前にベルギーに移住していた。
フランスのストラスブール国立劇場 (TNS) の学校に学び、演劇に、映画に出演した。後にパリに移住。
1999年（平成11年）、『家族のささやかな会話』で監督としてデビューし、ナミュール国際フランス語映画祭でTV5最優秀ドキュメンタリー賞特別賞を受賞。
2002年（平成14年）9月12日、ベルギーのブリュッセルでガンで死去した。満45歳没。

## フィルモグラフィ
- Bruxelles-transit : 監督サミー・シュリンガーバウム、1980年
- Souvenir de Juan-Les-Pins : 監督パスカル・フェラン、1983年
- Le tartuffe : 監督ジェラール・ドパルデュー、1984年 - マリアンヌ役
- Cinématon : 監督ジェラール・クラン、1984年 (短編ビデオ)
- 『めまい』Vertiges : 監督クリスティーヌ・ロラン、1985年 - アンヌ役 (映画祭上映のみ)
- Faire la fête : 監督アンヌ＝マリー・ミエヴィル、1986年
- Elle et lui : 監督フランソワ・マルゴラン、短篇映画、1987年
- La loi sauvage : 監督フランシス・ロイセール、1988年 - レナ役
- Droit d'asile : 監督アラン・ハテ、テレビ映画、1988年 - リザ役
- Femme de papier : 監督シュザンヌ・シフマン、1989年 - ポール役
- À la recherche du lieu de ma naissance : 監督ボリス・レーマン、1990年
- Toubab Bi : 監督ムサ・トゥーレ、1991年 - マリー役
- Août : 監督アンリ・エレ、1991年 - テレーズ役
- Mensonge : 監督フランソワ・マルゴラン、1993年 - ルイーズ役
- Moi Ivan, toi Abraham : 監督ヨランド・ゾーベルマン、1993年 - レズル役
- Théâtre des familles : 監督アンヌ・ベナイエム、短篇映画、1994年
- Le voyageur immobile : 監督パトリック・アルディス、短篇映画、1994年
- Délit de fuite : 監督フィリップ・ルフェーヴル、テレビ映画シリーズL'avocateの一篇、1995年 - ヴァレリー役
- Le fantôme de Longstaff : 監督リュック・ムレ、1996年 - アガタ役
- 『そして僕は恋をする』Comment je me suis disputé...(ma vie sexuelle) : 監督アルノー・デプレシャン、1996年 - ル・メルー役
- La plage : 監督ジョゼフ・モルデール、短篇映画、1998年
- La vie sauve : 監督アラン・ラウスト、1998年
- 『家族のささやかな会話』Petite conversation familiale : 1999年 - 監督・編集　（TV放映）
- Ça ira mieux demain : 監督ジャンヌ・ラブリュヌ、2000年 - 患者1役
- 『ガーゴイル』Trouble Every Day : 監督クレール・ドニ、2001年 - マレコ役
- La guerre à Paris : 監督ヨランド・ゾーベルマン、2002年 - 母親役
- C'est le bouquet! : 監督ジャンヌ・ラブリュヌ、2002年 - アリス役
- Paradise now - Journal d'une femme en crise : 監督ヨランド・ゾーベルマン、2004年 - 本人として
- En souvenir de nous : 監督ミシェル・レヴィアン、2007年 - ダイアローグ、出演（ジャンヌ役）

## 主な舞台出演
- 恋の骨折り損 (1980年、アヴィニョン演劇祭、TNS制作、ジャン＝ピエール・ヴァンサン演出、ロザリン役)
- La Débutante (1983年、Théâtre de l'Aquarium) パリ、ディディエ・ブザス脚色・演出、アルトゥル・シュニッツラー原作「エルゼ嬢」、エルゼ役)
- タルチュフ (1984年、TNS、ジャック・ラサル演出、マリアンヌ役)
- L'Homme gris (1986年、Marie Laberge作、演出Gabriel Garran, MC93 Bobigny, Petit Marigny)